# ダブレカノボ
ダブレカノボ（ロシア語表記 Давлеканово、バシキール語表記 Дәүләкән/ Däüläkän）は、ロシアのバシコルトスタン共和国の都市。人口は約23,960人（2007年）、23,860人（2002年国勢調査）、21,911人（1989年国勢調査）。